# 马琳·迪亚斯
马琳·迪亚斯（西班牙語：Malin Diaz，1994年1月3日—），瑞典女子足球运动员，场上位置是中场。她曾代表瑞典国家队参加2015年国际足联女子世界杯，结果队伍止步十六强。